# Maurus Faber
Maurus Faber OSB (* in Dettelbach; † 28. Juli 1665) war Abt des Benediktinerklosters St. Stephan in Würzburg. Faber stand außerdem im Jahr 1647 der Universität Würzburg als Rektor vor. 

## Leben
Maurus Faber wurde wohl im ausgehenden 16. bzw. am Beginn des 17. Jahrhunderts in der Stadt Dettelbach geboren. Die Stadt war Teil des Hochstifts Würzburg und als Amtsstadt ein lokales Zentrum. Über die Familie des späteren Abtes ist nichts bekannt, man kann davon ausgehen, dass sie Teil der örtlichen Bürgerschaft war. Faber absolvierte eine theologische Ausbildung und wurde zum Kleriker geweiht. Unklar ist, ob Faber bereits zu diesem frühen Zeitpunkt als Konventuale in die Abtei St. Stephan eintrat. Er war bereits Benediktiner, als er als Pfarrer in Retzbach tätig war. Im Jahr 1640, nach anderen Quellen 1646, wurde er zum Abt von St. Stephan geweiht. Die Abtei war während der sogenannten schwedischen Zwischenregierung im Dreißigjährigen Krieg stark in Mitleidenschaft gezogen worden, und Faber bemühte sich um den Wiederaufbau des um die Stadt herum befindlichen Besitzes. Zusammen mit der Abtei Münsterschwarzach und dem Kloster Theres sowie den Würzburger Jesuiten gelang es schon 1651, die Abtei zu einem Wissenschaftszentrum auszubauen.
Maurus Faber wirkte auch über die Grenzen des eigenen Klosters hinweg. Als im Jahr 1646 Remigius Winckel zum Administrator von Münsterschwarzach ernannt worden war, die Abtei allerdings noch nicht besuchen konnte, übernahm Faber geschäftsführend die Leitung. Ein Jahr später, 1647, wurde er, wie einige seiner Vorgänger, zum Rektor der Universität Würzburg ernannt. Faber starb am 28. Juli 1665, Aemilian Ussermann geht in seiner Würzburger Bischofsgeschichte von einem Tod im Jahr 1661 aus und gibt als Todesursache einen Schlaganfall an.